# Jordi Ventura i Subirats
Jordi Ventura i Subirats (Barcelona, 1932-15 de gener de 1999) fou un historiador català especialitzat en cultures minoritàries i en occitanisme, professor d'història econòmica de la facultat de ciències econòmiques de la Universitat de Barcelona.

## Biografia
Participà en la fundació del Partit Socialista Català i en la vaga de tramvies, i va viure exiliat del 1951 al 1956 a França, Estats Units i Veneçuela. També fou membre de la francmaçoneria.
Es diplomà en Ciències Empresarials als Estats Units, però més tard es doctorà en Història, i estudià periodisme. S'especialitzà en Edat Mitjana i intentà ser un revulsiu a l'escola històrica impulsada per Ramon d'Abadal i de Vinyals. Fou professor a l'Escola de Periodisme de l'Església, a Barcelona. Ha estat membre de l'Institut d'Estudis Occitans i coordinador del comitè científic de l'Assemblea de les Regions d'Europa des del 1989.
S'ha interessat per qüestions de temàtica variada, com les nacions minoritàries d'Europa (en especial, Occitània), i per la influència d'Étienne Cabet en el socialisme utòpic català. Darrerament havia mantingut una forta polèmica amb Jesús Mestre i Godes sobre la seva visió del catarisme, a causa del plagi provat, per part d'aquest darrer, de pàgines senceres d'un llibre d'Anne Brenon.

## Obres
- Pere el Catòlic i Simó de Monfort (1960)
- Alfons el Cast, el primer comte-rei (1961)
- Les cultures minoritàries europees (1963)
- Els catalans i l"occitanisme (1964).
- Els heretges catalans (1963)
- El catarismo en Cataluña al Butlletí de l'Acadèmia de Bones Lletres de Barcelona, 1959-60.
- La valdesía de Catalunya al Butlletí de l'Acadèmia de Bones Lletres de Barcelona, 1960-61).
- Théorie des nations prolétaires. Les raisons économiques du nationalisme minoritaire (1963)
- Vida del treball a tallers i fàbriques (1965)
- Lluís Alcanyís, médico valenciano del siglo XV (1973)
- La verdadera personalidad del barón Koenig (1970)
- Icària... a "Cuadernos de Historia Económica de Cataluña" (1972)
- Inquisició espanyola i cultura renaixentista al País Valencià (1977) Premi Joan Fuster d'assaig
- Historia de España (1975) en quatre volums
- Les equivalències monetàries a Catalunya a principis de l'Edat Moderna (1984)
- La moneda a Catalunya durant el regnat de Carles III (1988)
- El llenguatge econòmic, legal i social del segle XV (1991)
- Les manipulacions monetàries a València a finals del segle XV (1993)
- La Bíblia valenciana. Recuperació d'un incunable en català (1994)